# Chrystal Macmillan
Chrystal Macmillan   (Edimburg, 13 de juny de 1872 - Edimburg, 21 de setembre de 1937) Jessie Chrystal Macmillan, va ser una política, activista i advocada britànica. L'any 1896 es va convertir en la primera dona a graduar-se en una carrera de Ciències a la Universitat d'Edimburg i l'any 1908 va ser la primera a realitzar una demanda davant la Cambra dels Lords, a la qual va sol·licitar el dret al vot perquè les dones graduades poguessin votar els Membres del Parlament que en aquell temps corresponien a la representació de les universitats.
Es va oposar emfàticament a la Primera Guerra Mundial i fins i tot va abandonar la National Union of Women's Suffrage Societies (en català, «Lliga Nacional de Societats pel Sufragi Femení») pel suport d'aquesta a l'esforç bèl·lic. L'any 1915 va ser una de les organitzadores del Congrés Internacional de Dones,reunit a l'Haia per buscar la pau i una de les delegades encarregades de portar les propostes als governs neutrals. Va ser una de les fundadores de la Lliga Internacional de Dones per la Pau i la Llibertat i una de les delegades en la Conferència de Pau de París de 1919, en la qual va donar suport a la creació de la Lliga de les Nacions i es va oposar als durs termes aplicats a Alemanya pel Tractat de Versalles. Entre 1913 i 1920 va ser secretària de l'Aliança Internacional de Dones.
En les eleccions generals de 1935, va ser candidata a Membre del Parlament pel Partit Liberal i va obtenir el tercer lloc en la seva circumscripció amb el 5,76 % dels vots.
Durant tota la seva vida va lluitar perquè les dones tinguessin una nacionalitat independent a la dels seus marits i que no es veiessin forçades a adoptar una d'aliena en casar-se. En 1957, vint anys després de la seva mort, les Nacions Unides finalment van aprovar aquesta mesura.
L'any 2008, la Universitat d'Edimburg va anomenar en el seu honor l'edifici de l'Escola de Ciències Socials i Polítiques.